# الکساندرو پروکا
الکساندرو پروکا (انگلیسی: Alexandru Proca؛ ۱۶ اکتبر ۱۸۹۷ – ۱۳ دسامبر ۱۹۵۵) فیزیک‌دان اهل رومانی بود که در فرانسه مشغول به تحصیل و کار شد.
در سال ۱۹۲۹، پروکا سردبیر ژورنال تأثیرگذار فیزیک له زنل دو لانستیتو آنری پوانکاره (Les Annales de l'Institut Henri Poincaré) شد. سپس در سال ۱۹۳۴ او یک سال تمام را با اروین شرودینگر در برلین گذراند و برای چند ماه نیلز بور را در کپنهاگ ملاقات کرد؛ جایی که او همینطور ورنر هایزنبرگ و جرج گاموف را دید.
پروکا به‌عنوان یکی از تأثیرگذارترین فیزیک‌دانان نظری رومانیایی قرن گذشته شناخته شد. او در سال ۱۹۵۵ در پاریس پس از دو سال جدال با سرطان حنجره درگذشت.